# Питер, Клара
Кла́ра Сабирья́нова-Пи́тер (англ. Klara Sabirianova Peter, урожд. Кла́ра Закирья́новна Сабирья́нова; род. 19 ноября 1966 года) — американский экономист российского происхождения, ассоциированный профессор экономики экономического факультета Университета Северной Каролины в Чапел-Хилле, научный сотрудник Института экономики труда и исследователь Центра исследований экономической политики, лауреат первой Национальной премии по прикладной экономике в 2010 году.

## Биография
Клара Сабирьянова родилась 19 ноября в городе Свердловске. В 1984 году окончила с золотой медалью среднюю школу № 135 в Свердловске, где возглавляла пионерскую дружину имени А. П. Гайдара, а в старших классах была комиссаром комсомольской организации «Эврика».
Окончила экономический факультет Уральского государственного университета в 1989 году и сразу же поступила в аспирантуру факультета под руководством доцента Д. В. Нестеровой. В 1992 году в Институте экономики УрО РАН защитила кандидатскую диссертацию.
С ноября 1992 года по ноябрь 2000 года преподавала на экономическом факультете УрГУ (с сентября 1995 года — в должности доцента). С сентября 1995 года по август 1998 года также выполняла обязанности заместителя декана факультета по международным связям.
В 1998 году уехала в США, где поступила в докторантуру Университета Кентукки, успешно законченную защитой докторской диссертации (PhD) в 2000 году.
С июля 2000 года по октябрь 2004 года в качестве директора по России и странам СНГ работала в Институте Уильяма Дэвидсона при Школе бизнеса Мичиганского университета (Анн-Арбор), а с сентября 2002 года по июнь 2005 года — также приглашённым профессором экономического факультета Мичиганского университета. В это же время она вышла замуж и поменяла фамилию на Сабирьянова-Питер (Sabirianova Peter), вскоре в семье родился сын Антон.
С июля 2005 года по июнь 2010 года работала ассистент-профессором экономики экономического факультета Школы политических исследований имени Эндрю Янга Университета штата Джорджия, а с июля 2010 года — ассоциированный профессор экономики экономического факультета Университета Северной Каролины в Чапел-Хилле.

## Награды и премии
- 1994 — грант молодым экономистам от ИРИС-ЦЭМИ за исследование безработицы в России,
- 1994 — годовая стипендия от Информационного агентства США за участие в программе развития экономического факультета Кентуккийского университета,
- 1996 — трёхлетний грант от ACE-TACIS для исследования реструктуризации российских предприятий и корпоративного управления,
- 1997 — грант от Консорциума экономических исследований и образования[англ.] для исследования инвестиций в человеческий капитал в условиях экономической трансформации,
- 1998 — грант от Российского Научного Фонда для исследования человеческого капитала в переходный период,
- 1999 — грант от Московского общественного научного фонда и фонда Форда для исследования изменений рынка труда в России и за опрос российских сельскохозяйственных предприятий и местной администрации,
- 1999 — грант от Фонда Сороса для исследования детерминант заработной платы и трудовой мобильности в России и Словакии,
- 1999 — индивидуальный грант от Консорциума экономических исследований и образования[англ.] для исследования трудовой мобильности в России,
- 2000 — двухлетний грант от Всемирного банка на проект «Исследование рынка труда в России»,
- 2001 — премия Цви Грилихеса за лучшую работу от Консорциума экономических исследований и образования[англ.] за работу «The Great Human Capital Reallocation: A Study of Occupational Mobility in Transitional Russia» (EERC Working Paper No. 2K/11)[7],
- 2001 — четырехлетний грант от Национального научного фонда за работу «Страны с переходной экономикой становятся более эффективными? Данные по российской и чешской группе фирм и физических лиц»,
- 2001 — двухлетний грант от Национального совета евразийских и восточно-европейских исследований за работу «Выживание и рост фирм в рамках советского планирования и во время перехода к рыночной экономике»,
- 2006 — трёхлетний грант от Национального совета евразийских и восточно-европейских исследований за работу «Измерение коррупции в постсоветских республиках и странах Юго-Восточной Европы»,
- 2007 — двухлетний грант от Государственного университета Джорджии[англ.] за работу «Единый налог, уклонение от уплаты налогов и неравенство доходов»,
- 2010 — национальная премия по прикладной экономике за совместную с Юрием Городниченко и Хорхе Мартинес-Васкесом работу «Мифы и реальность налоговой реформы в России: новые оценки эффектов благосостояния и скрытия доходов», опубликованную в «Journal of Political Economy» в 2009 году[8][9][10][11],
- 2010—2016 — ежегодная стипендия Уильяма Р. Кенана от Университета Северной Каролины в Чапел-Хилл,
- 2011 — грант от Каролинского центра населения,
- 2013 — грант от научно-исследовательского совета университета,
- 2016 — грант от Национального научного фонда на работу «Уклонение от уплаты налогов и развитие кредитного рынка».